# DDR-Meisterschaften im Schwimmen 1982

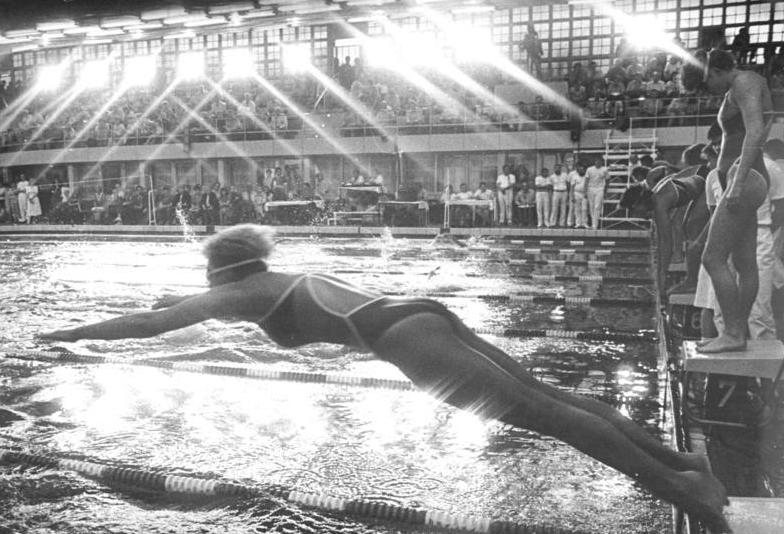
Austragungsort der DDR-Meisterschaften im Schwimmen 1982

Die DDR-Meisterschaften im Schwimmen wurden 1982 zum 33. Mal ausgetragen und fanden vom 26. bis 30. Mai in der Erfurter Schwimmhalle Süd statt, bei denen auf 31 Strecken (16 Herren/15 Damen) die Meister ermittelt wurden. Zum ersten Mal standen die 50 Meter Freistil auf dem Programm. Mit neun Titeln war der SC Dynamo Berlin die erfolgreichste Mannschaft und stellte mit Jörg Woithe, der genauso wie Ute Geweniger vom SC Karl-Marx-Stadt vier Titel gewann, den erfolgreichsten Sportler dieser Meisterschaft.
Sportlicher Höhepunkt der Meisterschaft war der Europarekord von Jörg Woithe über 100 Meter Freistil. Für neue DDR-Rekorde sorgten bei den Herren Frank Baltrusch über 200 Meter Rücken und Andreas Reichel über 200 Meter Lagen sowie bei den Damen Ute Geweniger über 200 Meter Brust. Des Weiteren stellte die Herrenstaffel vom SC Dynamo Berlin über 4 × 100 und 4 × 200 Meter Freistil neue DDR-Rekorde für Klubstaffeln auf.

## Zeitplan
Die Vorläufe begannen täglich um 10 Uhr und die Finals jeweils um 18 Uhr.
| Zeitplan                | Zeitplan                                                                  | Zeitplan                                                          |
| Tag                     | Wettbewerbe                                                               | Wettbewerbe                                                       |
| Tag                     | Herren                                                                    | Damen                                                             |
| ----------------------- | ------------------------------------------------------------------------- | ----------------------------------------------------------------- |
| Mittwoch 26. Mai 1982   | 100 m Brust 200 m Freistil 100 m Schmetterling                            | 100 m Freistil 400 m Lagen 4 × 100-m-Lagenstaffel                 |
| Donnerstag 27. Mai 1982 | 050 m Freistil 400 m Lagen 200 m Rücken 4 × 200-m-Freistilstaffel         | 200 m Freistil 200 m Brust                                        |
| Freitag 28. Mai 1982    | 100 m Freistil 200 m Brust                                                | 400 m Freistil 100 m Rücken 100 m Brust 4 × 100-m-Freistilstaffel |
| Sonnabend 29. Mai 1982  | 400 m Freistil 200 m Schmetterling 100 m Rücken 4 × 100-m-Freistilstaffel | 050 m Freistil 100 m Schmetterling 800 m Freistil                 |
| Sonntag 30. Mai 1982    | 0200 m Lagen 1500 m Freistil 4 × 100-m-Lagenstaffel                       | 200 m Lagen 200 m Schmetterling 200 m Rücken                      |

## Herren
| Wettbewerb          | Gold                                                                     | Gold         | Silber                                                                 | Silber       | Bronze                                                                      | Bronze       |
| 050 m Freistil      | Jörg Woithe SC Dynamo Berlin                                             | 22,86 s      | Peter Schneider SC Dynamo Berlin                                       | 23,68 s      | Dirk Richter SC Einheit Dresden                                             | 23,79 s      |
| 100 m Freistil      | Jörg Woithe SC Dynamo Berlin                                             | 49,81 s      | Dirk Richter SC Einheit Dresden                                        | 51,03 s      | Peter Schneider SC Dynamo Berlin                                            | 52,07 s      |
| 200 m Freistil      | Dirk Richter SC Einheit Dresden                                          | 1:51,79 min  | Lars Hinneburg SC Empor Rostock                                        | 1:52,41 min  | Rainer Sternal SC Magdeburg                                                 | 1:52,83 min  |
| 400 m Freistil      | Sven Lodziewski SC Dynamo Berlin                                         | 3:55,88 min  | Lars Hinneburg SC Empor Rostock                                        | 3:57,80 min  | Rainer Strohbach TSC Berlin                                                 | 3:58,43 min  |
| 1500 m Freistil0    | Sven Lodziewski SC Dynamo Berlin                                         | 15:25,13 min | Rainer Strohbach TSC Berlin                                            | 15:45,20 min | André Matzk SC Dynamo Berlin                                                | 15:58,40 min |
| 100 m Brust         | Sigurd Hanke SC Turbine Erfurt                                           | 1:05,27 min  | Ralf Buttgereit SC Dynamo Berlin                                       | 1:05,35 min  | Jens Schulz SC Einheit Dresden                                              | 1:06,47 min  |
| 200 m Brust         | Sigurd Hanke SC Turbine Erfurt                                           | 2:20,85 min  | Jens Schulz SC Einheit Dresden                                         | 2:21,77 min  | Ralf Buttgereit SC Dynamo Berlin                                            | 2:22,56 min  |
| 100 m Schmetterling | Olaf Ziesche SC Dynamo Berlin                                            | 56,57 s      | Jens Gregor SC DHfK Leipzig                                            | 56,83 s      | Tino Ott SC DHfK Leipzig                                                    | 56,99 s      |
| 200 m Schmetterling | Torsten Karl SC Turbine Erfurt                                           | 2:01,97 min  | Andreas Peikert ASK Vorwärts Potsdam                                   | 2:05,50 min  | Lars Grapentin SC Dynamo Berlin                                             | 2:05,74 min  |
| 100 m Rücken        | Dirk Richter SC Einheit Dresden                                          | 56,69 s      | Frank Baltrusch SC Magdeburg                                           | 57,17 s      | Andreas Reichel SC Einheit Dresden                                          | 58,39 s      |
| 200 m Rücken        | Frank Baltrusch SC Magdeburg                                             | 2:01,47 min  | Dirk Richter SC Einheit Dresden                                        | 2:03,24 min  | Frank Embacher TSC Berlin                                                   | 2:04,78 min  |
| 200 m Lagen         | Andreas Reichel SC Einheit Dresden                                       | 2:05,52 min  | Jens-Peter Berndt ASK Vorwärts Potsdam                                 | 2:05,79 min  | Rainer Sternal SC Magdeburg                                                 | 2:08,20 min  |
| 400 m Lagen         | Jens-Peter Berndt ASK Vorwärts Potsdam                                   | 4:26,29 min  | Andreas Reichel SC Einheit Dresden                                     | 4:27,70 min  | Rainer Sternal SC Magdeburg                                                 | 4:34,03 min  |
| 4 × 100 m Freistil  | SC Dynamo Berlin Peter Schneider Jörg Woithe Knut Bludau Sven Lodziewski | 3:26,64 min  | SC Einheit Dresden Andreas Reichel Dirk Richter Frank Eichler Müller   | 3:30,92 min  | SC Empor Rostock Sven Conrad Detlef Krüger Uwe Sofke Lars Hinneburg         | 3:32,62 min  |
| 4 × 200 m Freistil  | SC Dynamo Berlin Knut Bludau Jörg Woithe Peter Schneider André Matzk     | 7:38,09 min  | SC Einheit Dresden II Andreas Reichel Lange Frank Eichler Dirk Richter | 7:45,29 min  | SC Chemie Halle Steffen Ließ Karsten Drobny Mike Ketteritzsch Steffen Jahns | 7:49,51 min  |
| 4 × 100 m Lagen     | SC Magdeburg Frank Baltrusch Rainer Sternal Ulf Boye Sven Müller         | 3:55,82 min  | SC Einheit Dresden Sprößig Matuschewski Linke Hahn                     | 3:59,80 min  | ASK Vorwärts Potsdam Michael Schmidt Hagen Beier Nils Rudolph Meinke        | 4:00,75 min  |

## Damen
| Wettbewerb          | Gold                                                                              | Gold        | Silber                                                                      | Silber      | Bronze                                                                          | Bronze      |
| 050 m Freistil      | Caren Metschuck SC Empor Rostock                                                  | 26,54 s     | Birgit Meineke SC Dynamo Berlin                                             | 26,63 s     | Susanne Link SC Empor Rostock                                                   | 27,14 s     |
| 100 m Freistil      | Caren Metschuck SC Empor Rostock                                                  | 56,72 s     | Birgit Meineke SC Dynamo Berlin                                             | 56,89 s     | Susanne Link SC Empor Rostock                                                   | 57,27 s     |
| 200 m Freistil      | Birgit Meineke SC Dynamo Berlin                                                   | 2:00,70 min | Carmela Schmidt SC Chemie Halle                                             | 2:01,32 min | Susanne Link SC Empor Rostock                                                   | 2:01,59 min |
| 400 m Freistil      | Carmela Schmidt SC Chemie Halle                                                   | 4:10,66 min | Petra Schneider SC Karl-Marx-Stadt                                          | 4:11,23 min | Jacqueline Alex SC Turbine Erfurt                                               | 4:12,77 min |
| 800 m Freistil      | Petra Schneider SC Karl-Marx-Stadt                                                | 8:35,17 min | Carmela Schmidt SC Chemie Halle                                             | 8:38,90 min | Daniela Uebel SC Karl-Marx-Stadt                                                | 8:41,46 min |
| 100 m Brust         | Ute Geweniger SC Karl-Marx-Stadt                                                  | 1:09,59 min | Silke Hörner SC DHfK Leipzig                                                | 1:11,62 min | Grit Slaby SC DHfK Leipzig                                                      | 1:14,32 min |
| 200 m Brust         | Ute Geweniger SC Karl-Marx-Stadt                                                  | 2:31,16 min | Silke Hörner SC DHfK Leipzig                                                | 2:32,64 min | Grit Slaby SC DHfK Leipzig                                                      | 2:37,97 min |
| 100 m Schmetterling | Ines Geißler SC Karl-Marx-Stadt                                                   | 1:00,61 min | Maud Lauckner SC Karl-Marx-Stadt                                            | 1:00,75 min | Ute Geweniger SC Karl-Marx-Stadt                                                | 1:00,83 min |
| 200 m Schmetterling | Ines Geißler SC Karl-Marx-Stadt                                                   | 2:08,74 min | Heike Dähne SC Karl-Marx-Stadt                                              | 2:10,07 min | Kathleen Nord SC Magdeburg                                                      | 2:11,98 min |
| 100 m Rücken        | Kristin Otto SC DHfK Leipzig                                                      | 1:02,45 min | Cornelia Sirch SC Turbine Erfurt                                            | 1:02,52 min | Kathrin Zimmermann SC Karl-Marx-Stadt                                           | 1:03,46 min |
| 200 m Rücken        | Cornelia Sirch SC Turbine Erfurt                                                  | 2:12,23 min | Kathrin Zimmermann SC Karl-Marx-Stadt                                       | 2:12,87 min | Kristin Otto SC DHfK Leipzig                                                    | 2:13,51 min |
| 200 m Lagen         | Ute Geweniger SC Karl-Marx-Stadt                                                  | 2:11,80 min | Petra Schneider SC Karl-Marx-Stadt                                          | 2:15,08 min | Birgit Meineke SC Dynamo Berlin                                                 | 2:18,08 min |
| 400 m Lagen         | Petra Schneider SC Karl-Marx-Stadt                                                | 4:37,89 min | Kathleen Nord SC Magdeburg                                                  | 4:45,07 min | Grit Slaby SC DHfK Leipzig                                                      | 4:50,28 min |
| 4 × 100 m Freistil  | SC Dynamo Berlin Birgit Meineke Andrea Mathyssek Cordula Poswiat Beatrice Georgi  | 3:52,64 min | SC Karl-Marx-Stadt Daniela Uebel Maud Lauckner Ines Geißler Petra Schneider | 3:54,84 min | SC DHfK Leipzig Grit Matthes Sylke Brose Karin Lindner Grit Slaby               | 4:12,85 min |
| 4 × 100 m Lagen     | SC Karl-Marx-Stadt II Kathrin Zimmermann Ute Geweniger Ines Geißler Daniela Uebel | 4:13,21 min | SC Dynamo Berlin Andrea Mathyssek Dau Martina Müller Birgit Meineke         | 4:22,08 min | SC Karl-Marx-Stadt I Annett Künzel Petra Absmeier Maud Lauckner Petra Schneider | 4:23,96 min |

## Medaillenspiegel

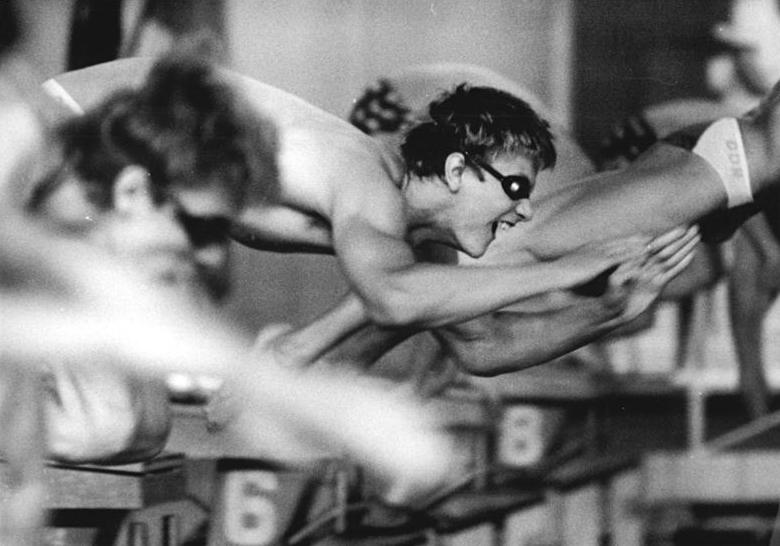
Jörg Woithe verbesserte seinen eigenen Europarekord über 100 m Freistil

| Platz | Verein                        | Verein               | Gold | Silber | Bronze | Total |
| ----- | ----------------------------- | -------------------- | ---- | ------ | ------ | ----- |
| 01    | Logo vom SC Dynamo Berlin     | SC Dynamo Berlin     | 9    | 5      | 5      | 19    |
| 02    | Logo vom SC Karl-Marx-Stadt   | SC Karl-Marx-Stadt   | 8    | 6      | 4      | 18    |
| 03    | Logo vom SC Turbine Erfurt    | SC Turbine Erfurt    | 4    | 1      | 1      | 06    |
| 04    | Logo vom SC Einheit Dresden   | SC Einheit Dresden   | 3    | 7      | 3      | 13    |
| 05    | Logo vom SC Empor Rostock     | SC Empor Rostock     | 2    | 2      | 4      | 08    |
| 05    | Logo vom SC Magdeburg         | SC Magdeburg         | 2    | 2      | 4      | 08    |
| 07    |                               | SC DHfK Leipzig      | 1    | 3      | 6      | 10    |
| 08    | Logo vom ASK Vorwärts Potsdam | ASK Vorwärts Potsdam | 1    | 2      | 1      | 04    |
| 08    | Logo vom SC Chemie Halle      | SC Chemie Halle      | 1    | 2      | 1      | 04    |
| 10    | Logo vom TSC Berlin           | TSC Berlin           | –    | 1      | 2      | 03    |
|       | Total                         | Total                | 31   | 31     | 31     | 93    |